# Афодій

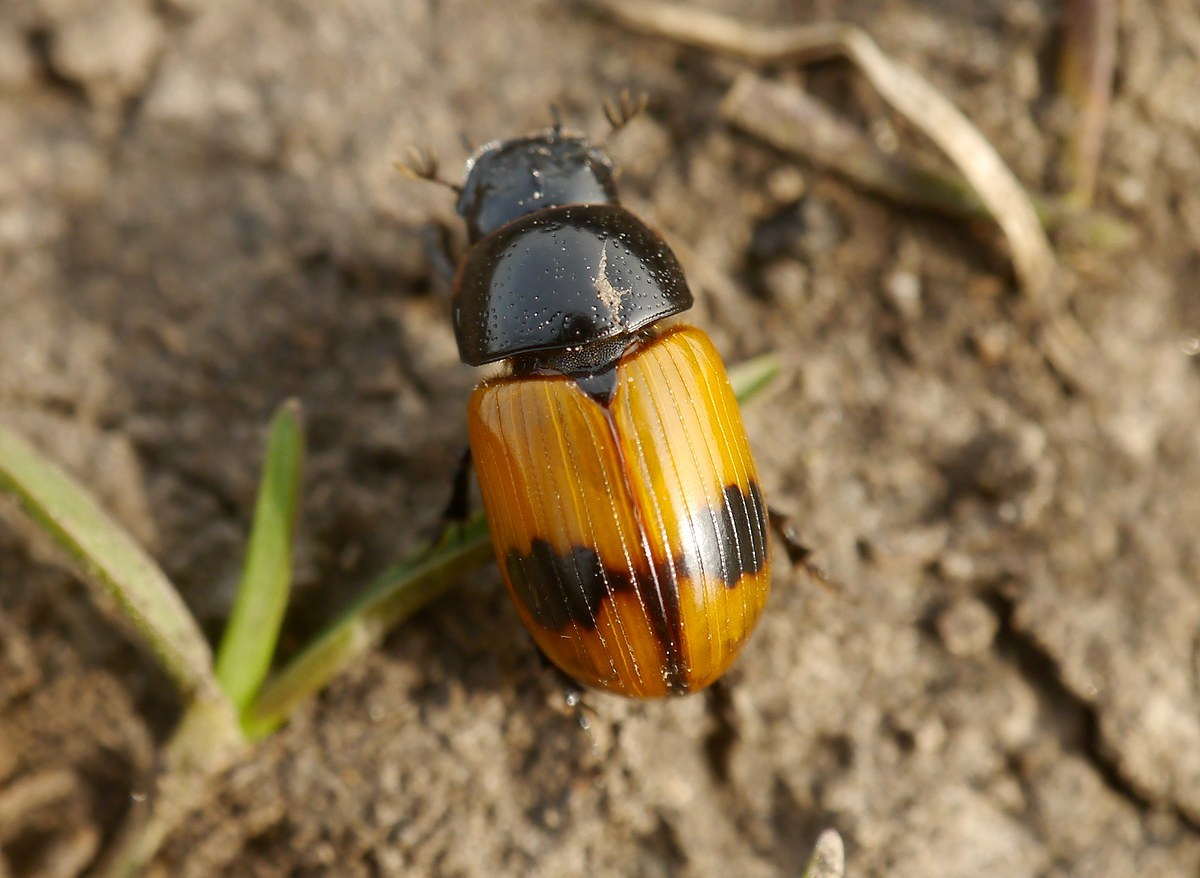
Aphodius coniugatus, Україна

Афодій (Aphodius) — рід жуків родини Scarabaeidae. У більшості видів як дорослі особини, так і личинки є копрофагами, хоча деякі види мають рослиноїдні або сапрофагні личинки. Види Aphodius зазвичай домінують у спільнотах гнойових жуків у північних помірних екосистемах. Більшість видів функціонально класифікуються як ендокопріди, також відомі як мешканці, оскільки личинки живуть і харчуються всередині гною.
З відкриттям ранішої опублікованої версії Хеллвігом правильна цитата для цього роду тепер така: Aphodius Hellwig, 1798. Типовий вид за подальшим визначенням Latreille (1810): Scarabaeus fimetarius Linnaeus, 1758.

## Види
Ці 44 види належать до роду Aphodius, включаючи 21 вимерлий вид:
- Aphodius beloni Mulsant & Godart, 1879
- Aphodius calichromus Balthasar, 1932
- Aphodius cardinalis Reitter, 1892
- Aphodius clypeatus Fischer von Waldheim, 1821
- Aphodius coniugatus (Panzer, 1795)
- Aphodius corallifer Koshantschikov, 1913
- Aphodius crux Wiedemann, 1823
- Aphodius elegans Allibert, 1847
- Aphodius fasciger Harold, 1881
- Aphodius fimetarius (Linnaeus, 1758)
- Aphodius foetidus (Herbst, 1783)
- Aphodius guangdongensis Maté, 2008
- Aphodius irregularis Westwood, 1839
- Aphodius marginatus Fischer von Waldheim, 1842
- Aphodius micros Walker, 1871
- Aphodius minatorius Péringuey, 1908
- Aphodius pedellus (Degeer, 1774)
- Aphodius pedrosi Wollaston, 1854
- Aphodius plasoni Käufel, 1914
- Aphodius reginae Král, 1997
- Aphodius spadix Schmidt, 1916
- Aphodius swaneticus Reitter, 1892
- Aphodius thoracicus Fischer von Waldheim, 1842
- † Aphodius aboriginalis Wickham, 1912
- † Aphodius anteactus Krell, 2000
- † Aphodius bosniaskii Handlirsch, 1907
- † Aphodius brevipennis Heer, 1862
- † Aphodius charauxi Piton, 1940
- † Aphodius cretaceous Nikolajev, 2008
- † Aphodius florissantensis Wickham, 1911
- † Aphodius granarioides Wickham, 1913
- † Aphodius helvolus Statz, 1952
- † Aphodius inundatus Wickham, 1914
- † Aphodius krantzi Heyden & Heyden, 1866
- † Aphodius laminicola Wickham, 1910
- † Aphodius mediaevus Wickham, 1914
- † Aphodius meyeri Heer, 1847
- † Aphodius praeemptor Wickham, 1913
- † Aphodius precursor Horn, 1876
- † Aphodius schlickumi Statz, 1952
- † Aphodius senex Wickham, 1914
- † Aphodius shoshonis Wickham, 1912
- † Aphodius theobaldi Krell, 2000
- † Aphodius vectis Krell, 2019